# 蒙古聯合自治政府の旗
蒙古聯合自治政府の旗は、蒙古聯合自治政府の政府旗であり、四色七条旗（旧字体：四色七條旗）といわれた。
上から黄、青、白、赤、白、青、黄の順で、水平に色が分けられている。青はモンゴル民族、赤は大和民族、黄は漢民族、白は回族（当時、ムスリムに対して与えられた名称）と、蒙古聯合自治政府を構成する主要な民族の協和を表している。また、大和民族たる赤が中心なのは日本人が枢軸となり他の民族が協和する政体を表している。

## その他の旗[4]

?郵便旗
??内蒙軍の騎兵隊旗

## 前身政府の旗
蒙古軍政府と蒙古聯盟自治政府、察南自治政府、晋北自治政府、は、蒙古聯合自治政府の旗に統合されるまでは、それぞれ独自の政府旗を持っていた。
蒙古軍政府は、藍地の左上角に紅、黄、白縦列を配した政府旗を使用した。また、蒙古聯盟自治政府は、「蒙古聯盟自治政府組織大領」第四条で従前の通り蒙古軍政府の旗章を使用すと規定し、蒙古軍政府の政府旗を襲用した。

??蒙古軍政府と蒙古聯盟自治政府の旗
??察南自治政府の旗
??晋北自治政府の旗

蒙古聯合自治政府の旗は、1912年から1928年まで中華民国が用いていた五族共和を意味する五色旗の色と類似している。